# Compagnie de l’industrie électrique et mécanique

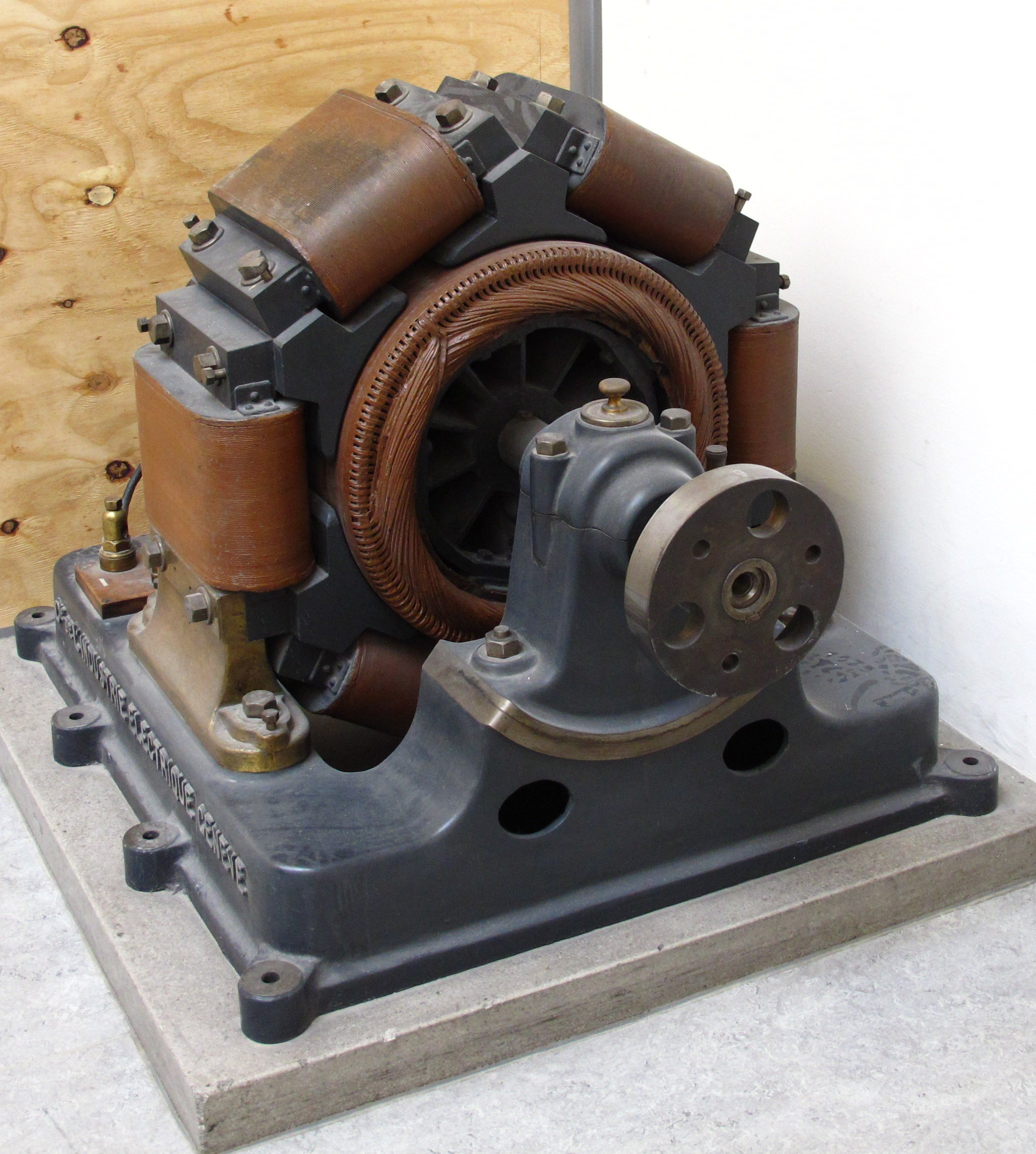
Gleichstromgenerator, ca. 1897

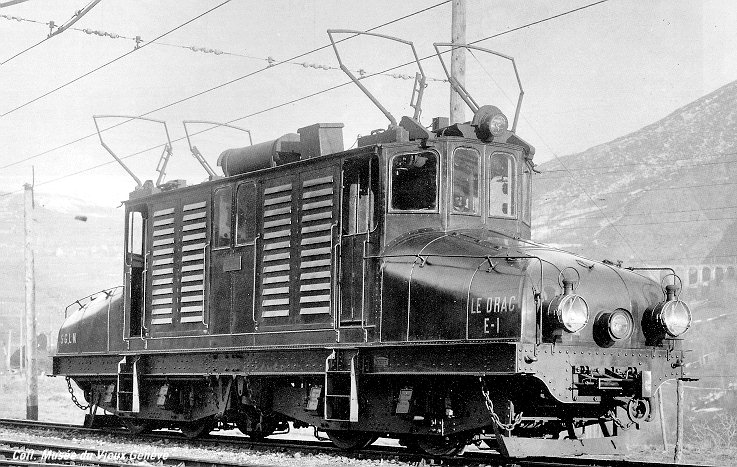
Gleichstromlokomotive der La Mure-Bahn

Die Compagnie de l'industrie électrique (CIE), ab 1902 Compagnie de l’industrie électrique et mécanique (CIEM) war ein Schweizer Elektrotechnik- und Maschinenbauunternehmen mit Sitz im Stadtteil Le Petit-Saconnex in Genf, das 1918 zur Société Anonyme des Ateliers de Sécheron umgewandelt wurde. Die CIEM war von 1904 bis 1913 Hersteller von Automobilen der Marke Stella.

## Unternehmensgeschichte

### Vorgeschichte
Im Jahre 1882 gründete Alfred de Meuron und Hermann Cuénod die in Genf die Firma A. De Meuron et Cuénod für die Herstellung von elektromechanischen Geräten, ein Geschäftsfeld, das damals stark im Aufschwung war. Der Chefingenieur der Firma war der René Thury, ein Pionier in der Elektrotechnik. Alfred de Meuron verliess 1886 das Unternehmen und wendet sich der Volksevangelisation zu. Cuénod fand 1887 den neuen Geschäftspartner Ernest Sautter, sodass das Unternehmen zur Cuénod, Sautter & Cie. wurde.
Die am 5. Mai 1883 gegründete Société d'appareillage électrique (SAE) verkauft hauptsächlich Edison-Glühlampen in der Schweiz und betreibt eigene Stromnetze für die Beleuchtung, wie zum Beispiel in Genf.

### Compagnie de l'industrie électrique
Im Jahre 1891 kauft die SAE für 1,25 Mio. Franken die Cuénod, Sautter & Cie. und ändert ihren eigenen Namen in Compagnie de l'industrie électrique (CIE).  Das Unternehmen hat seinen Sitz in Sécheron, in der damaligen Gemeinde Le Petit-Saconnex.
Das Unternehmen war anfangs ausschließlich in der elektrotechnischen Industrie tätig und verzeichnete Erfolge mit Gleichstromgeneratoren, damals Dynamo genannt, und dem Bau von Gleichstrom-Übertragungsleitungen, wobei im Besonderen das System Thury ein Erfolg war. Weiter wurden Beleuchtungsnetze für Fabriken, öffentliche Gebäude, Hotels und Privathäuser gebaut. Eine besondere Leistung war der Bau der Chemin de fer du Salève, der ersten elektrischen Zahnradbahn der Welt.
Die CIE war auf ihrem Geschäftsgebiet ein führendes Unternehmen bis Anfangs der 1890er-Jahre führend. Dann brach das Geschäft ein, weil die CIE den Übergang zum sich durchsetzenden Dreh- und Wechselstromsystem nicht schaffte. Als Ausweg sah man die Diversifikation in den Maschinenbausektor, wozu man 1902 den Unternehmensnamen in Compagnie de l'industrie électrique et mécanique (CIEM) änderte. Die Firma begann mit dem Bau von Krananlagen, Aufzügen, Winden, Benzinmotoren, Motorräder und Autos. Die Autos kamen ab 1904 unter dem Unternehmenskürzel CIEM auf den Markt, trugen aber ab 1906 die Markenbezeichnung Stella.
Die Haupttätigkeit des Unternehmens blieb aber in der Elektrotechnik. 1903 baute die CIEM für die La Mure-Bahn weltweit die erste Lokomotive für den Betrieb mit hochgespanntem Gleichstrom. Sie verwendete eine doppelpolige Fahrleitung mit +1200 V und −1200 V in den Fahrdrähten, sodass für den Betrieb der vier Fahrmotoren 2400 V zur Verfügung standen. Obwohl vier weitere Lokomotiven gebaut wurden diese bis 1933 im Einsatz standen, setzte sich das System nicht durch.
Doch trotz diesen wenigen Erfolge bleibt die finanzielle Situation der CIEM fragil und das Unternehmen schrieb ab 1913 Verluste, sodass der Autobau wieder eingestellt wurde. Die Entscheidung der SBB, ihr Netz zu elektrifizieren, deutete 1916 auf eine bedeutende Entwicklung der elektrotechnischen Industrie hin. Einige Unternehmer beschlossen, die Anlagen der CIEM und das Unternehmen 1918 neu zu organisieren. Unter stiller Beteiligung der BBC, wurde als Auffanggesellschaft für die «Sécheron-Werkstätten» 1918 die Société Anonyme des Ateliers de Sécheron (SAAS) gegründete.

## Liste ausgeführter Anlagen

### A. De Meuron et Cuénod
- 1884: Gleichstromübertragung Taubenlochschlucht–Bözingen für Uhrenfabrik

### Cuénod, Sautter & Cie.

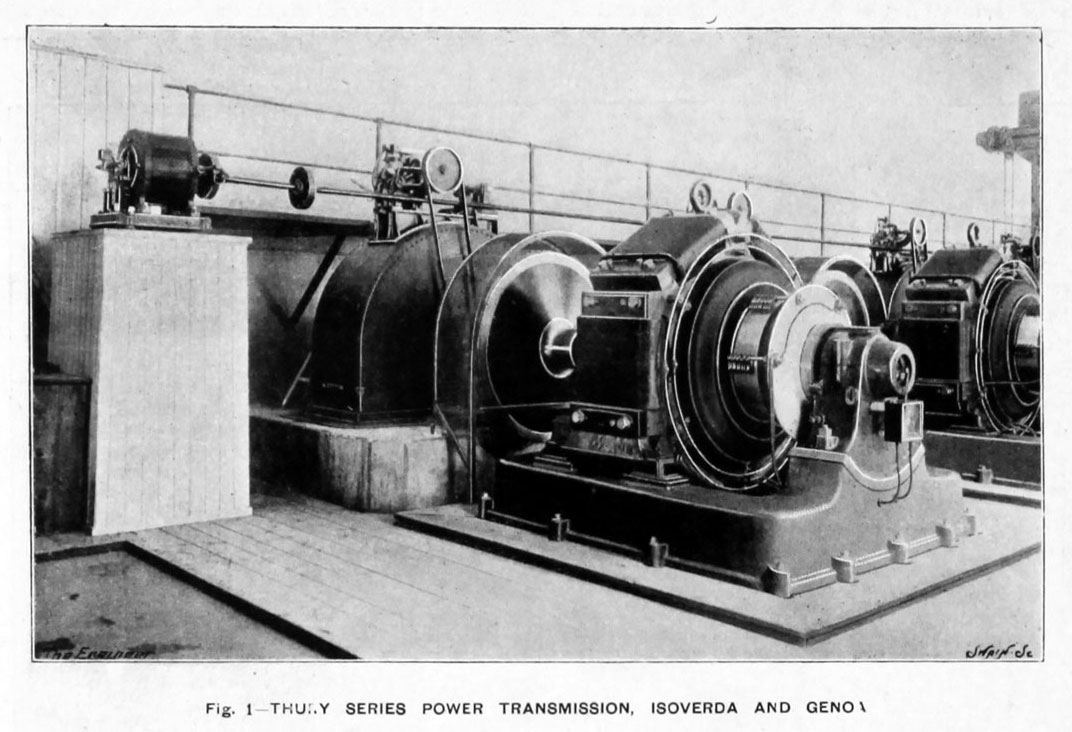
Sechspoliger Thury-Generator der Gleichstromübertragung in Genua

- Sechspoliger Thury-Generator der Gleichstromübertragung in Genua1888: Antrieb Bürgenstock-Bahn, Energieversorgung Bürgenstock Resort
- 1888: Antrieb San-Salvatore-Bahn
- 1890: Straßenbahn in Clermont-Ferrand, erste elektrische Straßenbahn Frankreichs
- 1892: Chemin de fer du Salève, erste elektrische Zahnradbahn der Welt
- 1894: Chemin de fer Orbe–Chavornay
- 1889–1892: drei Gleichstromverteilnetze für Acquedotto De Ferrari Galliera in Genua

### Compagnie de l'industrie électrique (CIE)
- 1893: Antrieb Stanserhorn-Bahn
- 1893: Gleichstromübertragung Frinvillier–Biberist nach System Thury für die Energieversorgung der Papierfabrik, 28,5 km lange 6 kV-Gleichstromleitung System Thury
- 1897: Energieversorgung der Städte Le Locle und La Chaux-de-Fonds mit einem Kraftwerk an der Areuse, 14 kV-Gleichstromleitung System Thury
- 1898: Überlandstrassenbahn Rolle–Gimel
- 1898: Überlandstrassenbahn Allaman–Aubonne–Gimel
- 1899: Usine de Chèvres – bei Inbetriebnahme größtes Laufwasserkraftwerk der Welt

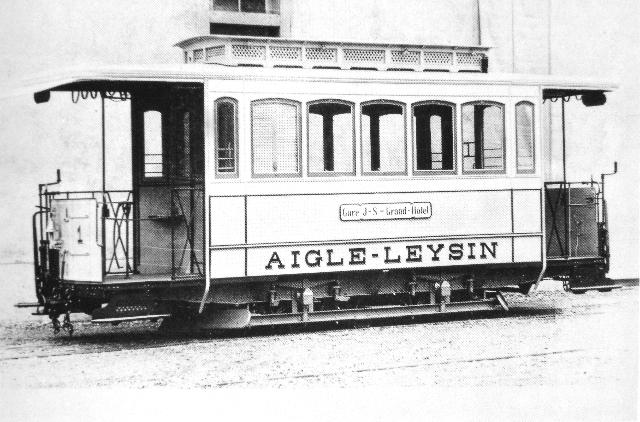
Motorwagen der Aigle–Leysin-Bahn

- Motorwagen der Aigle–Leysin-Bahn1900: Aigle–Leysin-Bahn, Tramlinie Aigle (Bahnhof SBB)–Aigle-Depot–Aigle (Grand Hotel)
- 1900: Aigle–Leysin-Bahn, Adhäsionsbahnstrecke Aigle (Bahnhof SBB)–Aigle-Depot und Zahnradbahnstrecke Aigle-Depot-Leysin-Grand-Hotel
- 1901: Energieversorgung von Lausanne mit einem Kraftwerk in Saint-Maurice, 27 kV-Gleichstromleitung System Thury

### Compagnie de l'industrie électrique et mécanique (CIEM)
- 1906: Gleichstromleitung Lyon–Moûtiers, 57,6 kV, 184 km lang
- 1906: Elektrifizierung der Chemin de fer de La Mure
- 1908: Martigny-Châtelard-Bahn

#### Autos

##### Markenname CIEM

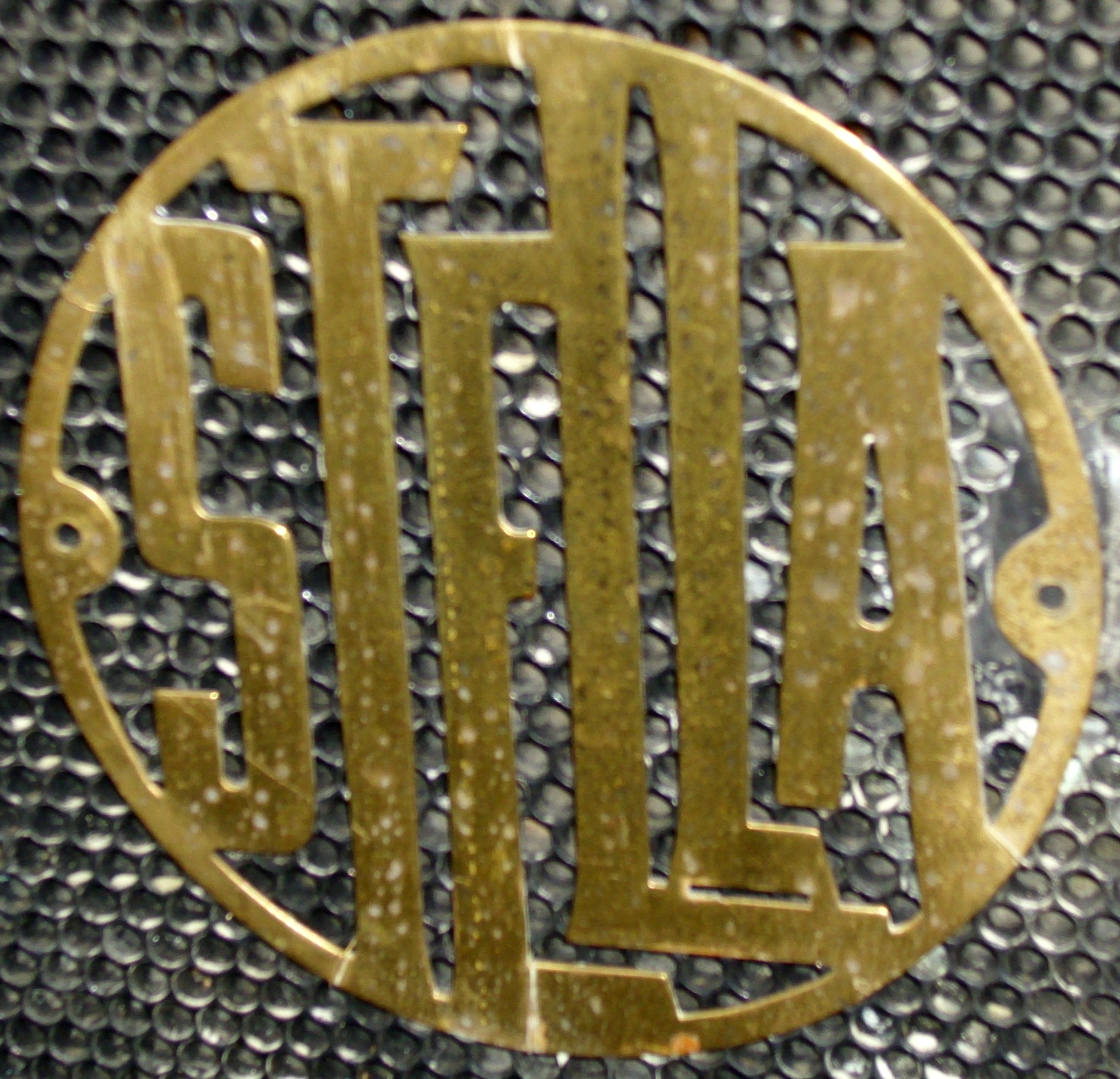
Emblem Stella

Unter diesem Markennamen entstanden zwischen 1904 und 1906 Fahrzeuge mit benzin-elektrischem Antrieb. Im Angebot waren die Modelle 8 CV mit einem Zweizylindermotor und 16/24 CV mit einem Vierzylindermotor. Die Reichweite betrug 50 km. Daneben gab es, auch noch nach 1906, Lastkraftwagen mit Radnabenmotoren, die als CIEM und CIEM-Stella angeboten wurden.

##### Markenname Stella

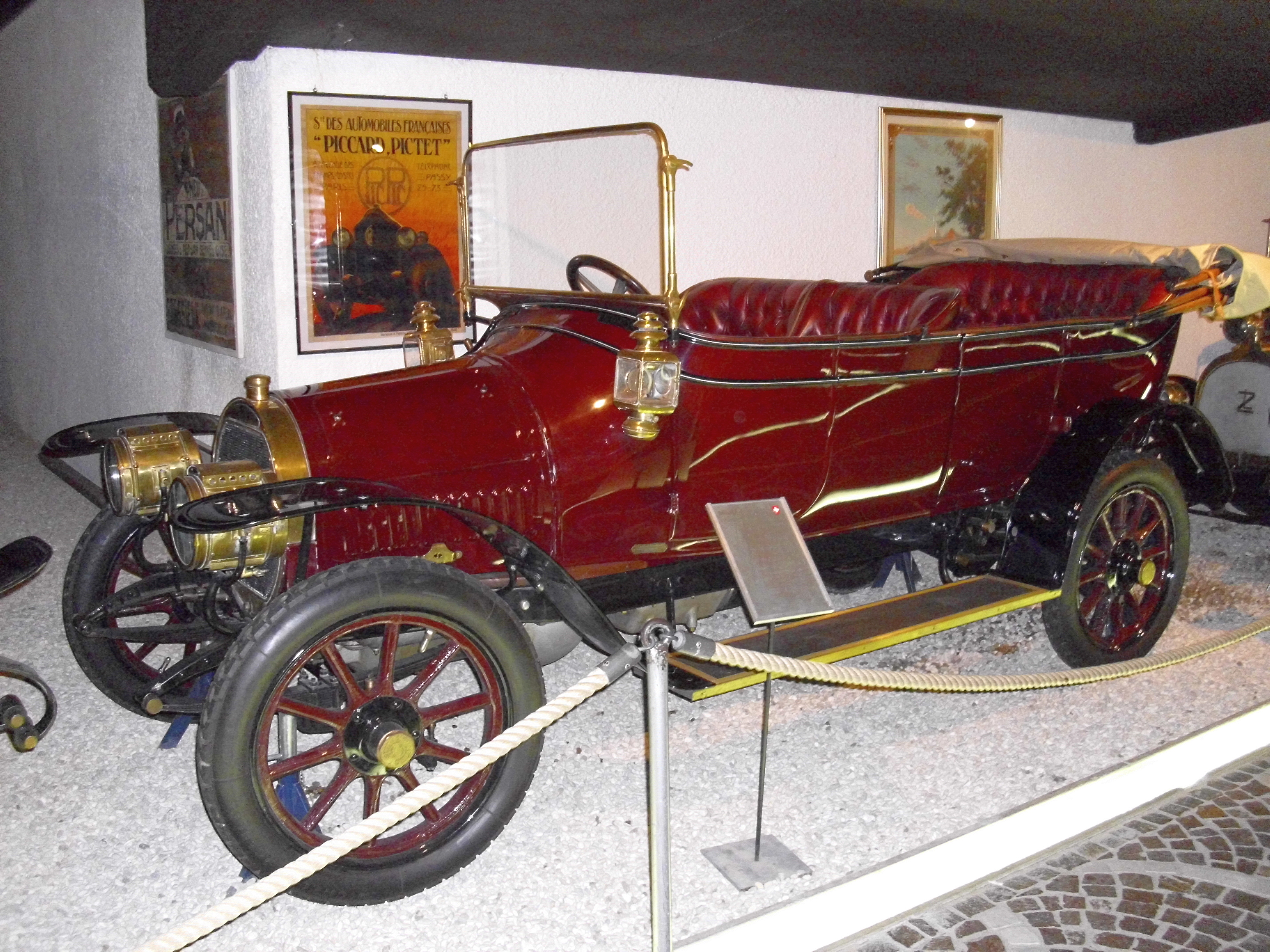
Stella von 1911

Unter diesem Markennamen wurden ausschließlich Fahrzeuge mit Benzinmotoren angeboten. Das Modell 6/12 CV hatte einen Zweizylindermotor mit 2285 cm³ Hubraum. Im 16/24 CV sorgte ein Vierzylindermotor mit 4562 cm³ Hubraum für den Antrieb. 1911 folgte das Modell 10 CV, dessen Motor über 3000 cm³ Hubraum verfügte. Mit ihrem runden Kühlergrill ähnelten die Fahrzeuge den Modellen von Hotchkiss et Cie. Insgesamt entstanden etwa 200 Stella-Automobile.

## Quelle
- Compagnie de l'industrie électrique et mécanique. (PDF) In: Archives de la Ville de Genève. Abgerufen am 26. März 2019 (französisch).